# جنگل (مجموعه تلویزیونی کره جنوبی)
جنگل (کره‌ای: 포레스트; لاتین‌نویسی اصلاح‌شده: Poreseuteu) یک مجموعهٔ تلویزیونی کره جنوبی سال ۲۰۲۰ با بازی پارک هه جین و جو بو آه است. این مجموعه از ۲۹ ژانویه تا ۱۹ مارس ۲۰۲۰، روزهای چهارشنبه و پنجشنبه ساعت ۲۲:۰۰ (کی‌اس‌تی) از کی‌بی‌اس۲ پخش شد.

## بازیگران

### اصلی
- پارک هه جین در نقش کانگ سانگ هیوک
  - چوی سونگ هون در نقش جوانی کانگ سانگ هیوک
- جو بو آه در نقش جونگ یونگ جه
  - لی گو اون در نقش جوانی جونگ یونگ جه
- جونگ یون جو در نقش اوه بو می
- نو گوانگ شیک در نقش چوی چانگ

## تولید
عنوان کاری این مجموعه، راز (انگلیسی: Secret) بود. فیلمبرداری در اوت ۲۰۱۹ به پایان رسید.